# Bulharsko na Letních olympijských hrách 1964
Bulharsko na Letních olympijských hrách 1964 v japonském Tokiu reprezentovalo 63 sportovců, z toho 56 mužů a 7 žen. Nejmladším účastníkem byl Cvjatko Paškulev (19 let, 255 dny), nejstarším pak Ivan Veselinov (37 let, 337 dní). Reprezentanti vybojovali 10 medailí, z toho 3 zlaté, 5 stříbrných a 2 bronzové.

## Medailisté
| Medaile | Jméno              | Sport             | Disciplína                                           |
| ------- | ------------------ | ----------------- | ---------------------------------------------------- |
| Zlato   | Prodan Gardžev     | Zápas             | Muži volný styl do 87 kg                             |
| Zlato   | Bojan Radev        | Zápas             | Muži řecko-římský do 97 kg                           |
| Zlato   | Eňu Valčev         | Zápas             | Muži volný styl do 70 kg                             |
| Stříbro | Ljutvi Achmedov    | Zápas             | Muži volný styl nad 97 kg                            |
| Stříbro | Stančo Kolev       | Zápas             | Muži volný styl do 63 kg                             |
| Stříbro | Angel Kerezov      | Zápas             | Muži řecko-římský do 52 kg                           |
| Stříbro | Kiril Petkov       | Zápas             | Muži řecko-římský do 78 kg                           |
| Stříbro | Veličko Christov   | Sportovní střelba | 50 metrů libovolná malorážka 3×40 ran polohový závod |
| Bronz   | Said Mustafov      | Zápas             | Muži volný styl do 97 kg                             |
| Bronz   | Aleksandar Nikolov | Box               | muži váha polotěžká                                  |